# Prawdziwe uczucie
Prawdziwe uczucie (hiszp. Amores verdaderos) – meksykańska telenowela Televisy z przełomu 2012 i 2013 roku, której producentem jest Nicadro Diaz. Jest to nowa wersja telenoweli „Amor de Custodia” tworzonej przez Kolumbię, Argentynę i Meksyk (TV Azteca). W rolach głównych występują: Erika Buenfil i Eduardo Yáñez jako protagoniści oraz Eiza Gonzalez i Sebastián Rulli jako młodsi protagoniści. Produkcja była emitowana w Meksyku na kanale XEW-TV (El Canal de las Estrellas) o godzinie 21:00.

## Wersja polska
Od 29 sierpnia 2013 telenowela była emitowana w Polsce na kanale TV6. Na początku emitowana o 19:00. Od stycznia 2014 o 16:00. 
Ostatni odcinek wyemitowano 3 czerwca 2014.
Opracowaniem wersji polskiej zajęło się Studio Publishing. Autorką tekstu była Zuzanna Naczyńska. Lektorem serialu był Andrzej Leszczyński.

## Obsada
- Erika Buenfil – Victoria Balvanera Gil
- Eduardo Yáñez – José Ángel Arriaga Cupil
- Eiza González – Nicole „Nikki” Brizz Balvanera
- Sebastián Rulli – Francisco Guzmán Trejo
- Enrique Rocha – Aníbal Balvanera
- Guillermo Capetillo – Nelson Brizz
- Marjorie de Sousa – Kendra Ferreti / Macaria Chávez
- Sherlyn – Liliana „Lili” Arriaga Corona / Lucía Celorio Balvanera
- Francisco Gattorno – Santino „Salsero” Roca
- Mónika Sánchez – Cristina Corona de Arriaga/ Cristina Balvanera Corona de Arriaga
- Ana Martín – Candelaria Corona
- Natalia Esperón – Adriana Balvanera Gil
- Susana González – Beatriz Guzmán Trejo
- Gabriela Goldsmith – Doris Orol de Pavía
- Eleazar Gómez – Rolando „Roy” Pavía Orol
- Julio Camejo – Leonardo „Leo” Solís
- Lisardo – Carlos González/Joan Constantin
- Silvia Manríquez – Paula Trejo
- Raquel Morell – Tomasina Lagos
- Michelle Rodriguez – Policarpia „Polita” López
- Rubén Branco – Jean Marie Bonjour /Juan Mario Buendía Orol
- Paulina de Labra – Opalina Arriaga
- Patsy – Jocelyn
- Marcelo Córdoba – Vicente Celorio
- Lilia Aragón – Odette Ruiz vda. de Longoria
- Arsenio Campos – Felipe Guzmán Prado
- Diana Golden – Gilda Leyva
- Teo Tapia – Antonio del Conde
- Renata Flores – Imperia Roca
- Archie Lafranco – Stéfano Longoria Ruiz
- Luis Xavier – Milton Pavía
- Hugo Macías Macotela – Fortuno
- María Prado – Jovita
- Adrián Escalona – Guillermo „Guillo” Solís Guzmán
- Kiariliz Arbello – Raquel Longoria Andrade
- Marcos Montero – Pascual
- Gabriel Molina – Esteban Rojas
- Sabine Moussier – Bruna Cristo
- Polo Ortín – Padre Nabor
- Lizzeta Romo – Donatela
- Sergio Acosta – Lotario „Espanto” Zamacona
- Ricardo Barona – El Turco
- Pedro Weber „Chatanuga” – Mezcalitos
- Patricia Conde – Profesora Astudillo
- Bárbara Islas – Nabila
- Kelchie Arizmendi – Anfitriona
- Antonia Velázquez – Fernanda Tres Palacios
- Carlos Girón – Rommel
- Marisol González – Irenka
- Lolita Ayala – Ona sama
- Diego de Erice – Vladimir
- Malú – Ona sama
- Moderatto – Oni sami
- Ana Bárbara – Ona sama

## Uznanie
- Uznanie Gay & Lesbian Alliance Against Defamation (GLAAD)[3][4][5]
- Uznanie Asociación Nacional de Locutores de México[6]
- Uznanie Revista Q Qué...México[7]